# Mikhaïl Iakimovitch
Mikhaïl Ivanovitch Iakimovitch (en russe : Михаил Иванович Якимович, en anglais : Mikhail Ivanovich Yakimovich), né le 12 décembre 1967 à Sloutsk (URSS, aujourd'hui Biélorussie), est un ancien joueur de handball soviétique puis biélorusse évoluant au poste d'arrière gauche.
Il est notamment vice-champion du monde en 1990 avec l'URSS puis champion olympique en 1992 avec l'Équipe unifiée. En club, il a notamment remporté 10 coupes d'Europe dont cinq Ligues des champions dans trois clubs différents. Après avoir été l'un des artisans des trois victoires en Coupe des clubs champions avec le SKA Minsk, il rejoint l'Espagne après les Jeux olympiques de 1992 de Barcelone, évoluant sept saisons au Teka Cantabria puis cinq au Portland San Antonio où il termine sa carrière en

## Palmarès

### Sélection nationale
- Jeux olympiques[3]
  -  Médaille d'or aux Jeux olympiques de 1992 à Barcelone, avec  Équipe unifiée
- Championnats du monde
  -  Médaille d'argent au Championnat du monde 1990, avec  URSS
  - 9e place au Championnat du monde 1995, avec  Biélorussie
- Championnats d'Europe
  - 8e place au Championnat d'Europe 1994, avec  Biélorussie
- Championnat du monde junior
  -  Médaille de bronze au championnat du monde junior 1987, avec  URSS

### En club
Compétitions internationales
- Coupe des clubs champions/Ligue des champions (5) : 1987, 1989, 1990 (avec SKA Minsk), 1994 (avec Teka Cantabria) et 2001 (avec Portland San Antonio)
  - Finaliste en 2003
- Coupe des coupes (4) : 1988 (avec SKA Minsk), 1998 (avec Teka Cantabria), 2000 et 2004 (avec Portland San Antonio)
  - Finaliste en 1996 et 1999 (avec Teka Cantabria)
- Coupe de l'IHF (1) : 1993 (avec Teka Cantabria)
  - Finaliste en 1992 (avec SKA Minsk)
- Supercoupe d'Europe (2) : 1989, 2000

Compétitions nationales
- Championnat d'Union soviétique (2) : 1988, 1989
  - Vice-champion en 1987, 1990 et 1992
- Championnat d'Espagne (3) : 1993, 1994 (avec Teka Cantabria) et 2002 (avec Portland San Antonio)
  - Vice-champion en 1996 (avec Teka Cantabria), 2000 (avec Portland San Antonio)
- Coupe d'Espagne (2) : 1995, 2001
  - Finaliste en 1997
- Coupe ASOBAL (2) : 1997, 1998
  - Finaliste en 1993, 1995, 1996, 2000, 2001, 2002
- Super Coupe d'Espagne (5) : 1993, 1994, 1995, 2002, 2003

### Récompenses individuelles
- Meilleur buteur du Championnat de la CEI en 1992
- 2e meilleur buteur du Championnat d'Espagne en 1998 avec 172 buts en 26 matchs
- Sélectionné dans l'équipe mondiale en 1992 et 1995